# Foulques de Villaret
Foulques de Villaret, död den 1 september 1327, var en fransk ädling.
Villaret efterträdde 1305 sin farbror Guillaume de Villaret som stormästare för Johannitorden och satte 1309 i verket broderns plan att från venetianarna erövra Rhodos, vilket företag lyckades trots bysantinske kejsarens väpnade medling, varefter Rhodos blev ordens residens i över 200 år. År 1310 försvarade Villaret ön och staden framgångsrikt mot osmanerna. Trots sin duglighet blev Villaret till följd av sitt despotiska lynne och sina utsvävningar avsatt. Efter att sedermera nominellt ett par år ha innehaft värdigheten avsade han sig densamma 1325.